# Любашивка
Любашивка (на украински: Любашівка) е селище от градски тип в Южна Украйна, Подилски район на Одеска област. Основано е през 18 век година. Населението му е около 11 500 души.